# Lipomo
Lipomo är en ort och kommun i provinsen Como i regionen Lombardiet i Italien. Kommunen hade 5 971 invånare (2018).